# Darold Williamson
Pour les articles homonymes, voir Williamson.
Darold Williamson (né le 19 février 1983) est un athlète américain, spécialiste du 400 mètres.

## Records personnels
- 400 mètres : 44 s 27 lors de la demi-finale des championnats universitaires NCAA	des États-Unis le 10 juin 2005 à Sacramento, Californie

## Palmarès

### Jeux olympiques
- Médaille d'or du relais 4 × 400 m en 2 min 55 s 91, le 28 août 2004 aux Jeux d'Athènes, avec Otis Harris, Derrick Brew et Jeremy Wariner.

### Championnats du monde d'athlétisme
- Championnats du monde d'athlétisme de 2005 à Helsinki ( Finlande)
  - 7e sur 400 m
- Championnats du monde d'athlétisme de 2007 à Osaka ( Japon)
  -  Médaille d'or en relais 4 × 400 m en 2 min 55 s 57

### Championnats du monde junior d'athlétisme
- Championnats du monde junior d'athlétisme de 2002 à Kingston ( Jamaïque)
  -  Médaille d'or sur 400 m
  -  Médaille d'or en relais 4 × 400 m